# Prepaid-Strom
Prepaid-Strom (englisch prepaid für „vorausbezahlt“) ist eine alternative Form des Strombezugs durch Verbraucher. Im Gegensatz zum gewöhnlichen Stromvertrag, bei dem der Kunde seinen Strompreis über monatliche Abschläge und eine jährliche Abrechnung bezahlt, wird die Energie bei einem Prepaid-Stromvertrag vom Kunden in variablen Mengen erworben und vorab bezahlt. Um Prepaid-Strom zu erhalten, muss der Kunde über einen Prepaymentzähler verfügen. Der Zähler wird durch den dem Stromversorger zugehörigen Messstellenbetreiber zur Verfügung gestellt.

## Grundsätzliche Funktionsweise
Prepaid-Strom ist von der Funktionsweise vergleichbar mit Prepaid-Mobilfunktarifen oder Prepaid-Kreditkarten. Um Prepaid-Strom zu erhalten, schließt der Kunde mit dem Stromversorger einen Vertrag zur Versorgung mit Prepaid-Strom ab.
Um Strom nutzen zu können, muss der Kunde den Zähler mit einem Stromguthaben aufladen. Ist das Stromguthaben verbraucht, schaltet sich der Prepaymentzähler ab. Erst wenn neues Stromguthaben aufgeladen wurde, kann der Zähler wieder aktiviert werden. Einige Zähler aktivieren vor dem vollständigen Abschalten einen Sparmodus, in dem für einen begrenzten Zeitraum eine eingeschränkte Leistungsabnahme möglich ist (z. B. Beschränkung auf maximal 500 Watt). Damit soll sichergestellt werden, dass beispielsweise der Kühlschrank eine Zeit lang weiterläuft.

## Aufladen des Stromguthabens
Wie das Stromguthaben aufgeladen wird, ist abhängig von der eingesetzten Zählertechnik. Bisher kommen folgende Varianten zum Einsatz:

### Manuelle Aufladung mit Hilfe von Karte, Chip, Schlüssel oder Code
Die aktuell am weitesten verbreitete Lösung zur Aufladung eines Prepaid-Zählers ist die manuelle Aufladung. Dabei erhält der Kunde eine Karte, einen Chip oder einen Schlüssel zu seinem Prepaymentzähler. Diesen kann er an einem speziellen Kassenautomaten (in der Regel gehört dieser dem Grundversorger) durch die Einzahlung von Bargeld, oder Zahlung mit EC-Karte mit Stromguthaben aufladen.
Einige Stromversorger bieten neben der Zahlung am Kassenautomaten auch die Möglichkeit der Bareinzahlung im Kundencenter, bei Servicepartnern oder das Aufladen an Fahrscheinautomaten an.
Das aufgeladene Medium (Karte, Chip, Schlüssel) wird zur Übertragung des Guthabens in der Regel vor den Zähler gehalten.
Eine weitere Möglichkeit ist die Aufladung per Code. Dabei erhält der Kunde nach der Bezahlung seines Stromguthabens einen Code, der über eine Schaltfläche auf dem Prepaymentzähler eingegeben wird.
In früherer Zeit waren auch Zähler mit Münzeinwurf verbreitet, bei denen unmittelbar Geld eingeworfen werden musste. Da die regelmäßige Leerung durch Mitarbeiter des Stromanbieters aber sehr aufwendig war und die Gefahr eines Diebstahls durch Aufbrechen des Münzbehälters bestand, ist diese Variante zumindest für die Versorgung von Haushalten außer Gebrauch gekommen.

### Onlineaufladung
Eine modernere Form zur Aufladung des Prepaid-Stromguthabens ist die Onlineaufladung über einen Webshop oder eine App.
Dabei erhält der Kunde von seinem Stromversorger einen Kundenlogin, mit dem er seinen Strom online kaufen kann. Nach dem Kauf wird das Guthaben online auf den Zähler transferiert. Der Kunde ist damit nicht an bestimmte Standorte oder Öffnungszeiten zur Aufladung gebunden. Er muss nicht physisch mit dem Zähler interagieren. Dies ist vorteilhaft wo Stromzähler nicht frei zugänglich sind, etwa in einem normalerweise verschlossenen Zählerraum wie er sich in größeren Mehrfamilienhäusern findet. Im Kundenbereich des Webshops oder in der App werden häufig weitere Services, wie zum Beispiel eine Onlineverbrauchskontrolle oder Aufladeerinnerungen angeboten. Die Onlineaufladung kann im Rahmen der Einführung intelligenter Zähler in Zukunft zunehmend an Bedeutung gewinnen.

## Verbreitung von Prepaid-Strom
In vielen Ländern außerhalb Europas, z. B. in Südafrika, den USA, Neuseeland, Argentinien und dem Sudan, ist Prepaid-Strom bereits weit verbreitet. In Europa wird Prepaid-Strom vor allem in den Niederlanden, in Großbritannien und in Österreich angeboten.
In Deutschland wird Prepaid-Strom durch die hohen Anschaffungskosten für Prepaymentzähler bisher vorwiegend in Waschküchen von Mietshäusern oder vereinzelt bei Kunden mit schlechter Zahlungsmoral eingesetzt.
Aktuell sind bundesweit rund 17.000 Prepaymentzähler im Einsatz. Mit der Einführung intelligenter Zähler (engl. smart meter) soll die Technologie günstiger werden und somit weitere Verbreitung finden.

## Vor- und Nachteile von Prepaid-Strom

### Vorteile von Prepaid-Strom
Transparenz
Mehr als die Hälfte der im Rahmen einer Studie des Wuppertal Institutes befragten deutschen Prepaid-Stromnutzer empfanden die Kostentransparenz von Prepaid-Strom als entscheidenden Vorteil.
Durch das Aufladen und Vorausbezahlen eines Stromguthaben hat der Kunde Überblick über seine Energiekosten. Das verfügbare Restguthaben kann auf dem Prepaymentzähler überprüft werden. Onlinelösungen bieten grafische Darstellungen der Stromkosten an.
Flexibilität
Mit Prepaid-Strom kann der Kunde seine Stromkosten flexibler steuern als bei einem normalen Stromvertrag. Im Gegensatz zu dem üblichen Abschlagsmodell ist der Kunde nicht an fixe Zahltermine und -beträge gebunden. Er bezahlt seinen direkten Verbrauch und kann seine finanziellen Mittel dadurch effizienter einsetzen. Das ist besonders für Menschen interessant, die häufig unterwegs sind und dadurch stark variable Energiekosten haben oder kein großes, planbares Einkommen besitzen.
Einsparpotential
Durch die Transparenz des Prepaid-Strommodells in Verbindung mit einem Medium zur Visualisierung von Energieverbräuchen (z. B. Website oder App) kann der Kunde seinen Energieverbrauch besser verstehen und somit leichter Einsparpotentiale ermitteln.
Studien in Neuseeland, den USA, Argentinien, Großbritannien und Deutschland haben gezeigt, dass Prepaidstromkunden ihren Stromverbrauch deutlich reduzieren konnten. Die Studie des Wuppertal Institutes geht von Optimierungspotenzialen von über 20 % für deutsche Verbraucher aus.
Ein weiteres Einsparpotential ergibt sich für Menschen, die ihre Wohnung nicht regelmäßig nutzen oder mit anderen teilen. Bei klassischen Energieversorgern fällt in der Regel ein monatlicher Grundpreis an, egal ob der Wohnraum genutzt wird oder nicht. Hier kann Prepaid-Strom eine Alternative sein, da nur der tatsächliche Verbrauch abgerechnet wird.
Schutz vor Überschuldung
Wegen unbezahlter Abschläge oder Rechnungen wurde im Jahr 2017 rund 344.000 Haushalten in Deutschland der Strom abgestellt. Darüber hinaus müssen Stromkunden für Mahnungen, Sperren und Entsperren mit Zusatzkosten von ca. 150 Euro pro Sperrung rechnen. Für Menschen mit knappen Budgets ist das eine finanzielle Belastung, die in einer Schuldenspirale enden kann.
Durch das Prinzip der Vorauszahlung können keine Nachzahlungen entstehen. Das ist auch für Wohngemeinschaften oder Untervermieter von Wohnungen von Vorteil, denn der Prepaid-Strom wird so von demjenigen bezahlt, der den Wohnraum nutzt.

### Nachteile von Prepaid-Strom
Kosten
Der Einsatz von Prepaymentzählern ist aufgrund der komplexeren Technik zurzeit (Stand 2019) noch teurer als der eines herkömmlichen Stromzählers. Bei der Variante mit Onlineauflademöglichkeit entstehen dem Anbieter zusätzlich auch Kosten für den Datentransfer. Technische Lösungen, bei denen der Kunde direkten Zugriff auf den Zähler haben muss (etwa um eine Karte einzustecken) sind problematisch, wenn der Zähler nicht frei zugänglich ist, weil er sich beispielsweise in einem normalerweise verschlossenen Hausanschlussraum befindet, der nur durch den Hausmeister geöffnet werden kann, was z. B. nach Feierabend oder am Wochenende nicht ohne weiteres möglich ist.
Prepaid-Stromangebote bewegen sich deshalb in der Regel im mittleren bis oberen Preissegment. Dieser Nachteil kann durch die verbesserten Möglichkeiten zur Energieeinsparung und durch die Vermeidung von Zusatzkosten kompensiert werden.
Verfügbarkeit
In Deutschland gibt es aufgrund der hohen Technologiekosten zurzeit nur wenige Anbieter von Prepaid-Strom. Einige lokale Energieversorger bieten in Einzelfällen Prepaid-Strom zur Absicherung offener Forderungen an. In diesen Sonderfällen wird nur die manuelle Aufladung des Stromguthabens angeboten. Darüber hinaus wird der Prepaid-Strom in der Regel nur bis zur Tilgung der bestehenden Stromschulden eingesetzt.